# Église Notre-Dame d'Hodenger
Pour les articles homonymes, voir Église Notre-Dame.
L'église Notre-Dame appelée aussi chapelle Notre-Dame est une église catholique située à Hodeng-Hodenger, en France.

## Localisation
L'église est située à Hodeng-Hodenger, commune du département français de la Seine-Maritime et plus spécifiquement dans l'ancienne commune d'Hodenger.

## Historique
L'église Notre-Dame est « l'une des plus anciennes de la région ».
Les deux paroisses d'Hodeng et Hodenger sont fusionnées en 1822 ou à la fin du XIXe siècle.
L'église d'Hodenger est édifiée au XIe siècle et comporte initialement un « vaisseau unique ». Le transept est daté du XIIIe siècle pour le bras sud et le XVIIe siècle pour le bras nord et l'abside rénovée au XVIIIe siècle. De cette époque date également le clocher.
L'association pour la Sauvegarde de l'art français accorde une subvention de 35 000 francs en 1996 pour la couverture du dôme.
Des peintures murales sont découvertes en 2011, sous un badigeon.
L'édifice est classé au titre des monuments historiques par arrêté du 5 juillet 2016.
Des travaux de restauration sont prévus au premier semestre 2021, sur la charpente, le clocher et la couverture.

## Description
L'édifice, orienté et en forme de croix latine, est en pierres, un tuf calcaire avec un enduit à la chaux, et tuiles. Le chevet est semi-circulaire.
L'édifice conserve un sol en terre cuite. Une porte ancienne sur sa façade sud est obturée
Des restes de peintures murales datables en partie du XIIIe siècle sont présents dans l'église.
L'église conserve en son sein un ensemble mobilier « assez exceptionnel » et classé ou inscrit : maître-autel, retable et tabernacle, fonts baptismaux du XVIe siècle, diverses statues datés du XVe siècle et du XVIIe siècle, un autel et un confessionnal du XVIIIe siècle.